# Instytut Geodezji i Kartografii
Instytut Geodezji i Kartografii – instytut badawczy z siedzibą w Warszawie, nadzorowany przez Ministra Rozwoju i Technologii. Instytut reprezentuje Polskę w Międzynarodowej Asocjacji Kartograficznej (International Cartographic Association – ICA). Jest również członkiem Sieci Naukowej Analiz Geoprzestrzennych.

## Historia
Instytut Geodezji i Kartografii działa od 1945 roku, początkowo (do roku 1955) jako Geodezyjny Instytut Naukowo-Badawczy. Zadaniem Instytutu utworzonego jednocześnie z Głównym Urzędem Pomiarów Kraju (obecnie Główny Urząd Geodezji i Kartografii) i Państwową Radą Mierniczą (obecnie Państwowa Rada Geodezyjna i Kartograficzna) było wspieranie działań państwowej służby geodezyjnej, w szczególności prowadzanie studiów z zakresu techniki i organizacji miernictwa, organizowanie i opracowywanie zagadnień w zakresie geodezji, publikacje prac z zakresu działania Instytutu, a także współpraca z krajowymi i zagranicznymi instytucjami naukowymi z zakresu geodezji.
Początkowo działalność naukowo-badawcza Instytutu była ukierunkowana na zasady projektowania, zakładania i opracowania podstawowych osnów geodezyjnych, grawimetrycznych i magnetycznych, nowe metody i techniki obliczeń geodezyjnych, geodezyjne metody pomiarów odkształceń gruntu i budowli, a także na zagadnienia metrologii geodezyjnej. W połowie lat 50. podjęto dodatkowo prace badawczo-rozwojowe z zakresu fotogrametrii topograficznej i inżynierskiej, kartografii ogólnej, tematycznej i technologii kartograficznej, informatyki geodezyjno-kartograficznej, a następnie także grawimetrii i modelowania geoidy, ściślej wiążąc je z ówczesnymi potrzebami praktyki geodezyjno-kartograficznej. W dalszej kolejności, podążając za rozwojem technologicznym, zainicjowano w Instytucie prace naukowe i badawczo-rozwojowe w zakresie teledetekcji satelitarnej, wykorzystania globalnych systemów nawigacji satelitarnych, a w dalszej kolejności grawimetrycznych misji satelitarnych.

## Przedmiot badań
Działalność naukowo-badawcza i badawczo-rozwojowa Instytutu w całej jego historii zaspokajała potrzeby służby geodezyjnej, a jednocześnie wpisywała się w tendencje światowe prezentowane przez Międzynarodową Unię Geodezji i Geofizyki, reprezentowane w szczególności przez Międzynarodową Asocjację Geodezji oraz Międzynarodową Asocjację Geomagnetyzmu i Aeronomii. Począwszy od Międzynarodowego Roku Geofizycznego pracownicy Instytutu aktywnie uczestniczyli w wyprawach polarnych zarówno na Antarktydę, jak i na Spitsbergen.
Instytut Geodezji i Kartografii jest nowoczesnym instytutem badawczym o uznanej pozycji w Polsce i w Europie. Podstawowym zadaniem Instytutu jest prowadzenie prac naukowo-badawczych i aplikacyjnych w zakresie geodezji, geodynamiki, teledetekcji, geomatyki, kartografii i fotogrametrii na potrzeby nauki oraz praktyki geodezyjnej i kartograficznej dla celów administracji rządowej i samorządowej, bezpieczeństwa państwa, a także na potrzeby jednostek wykonawstwa geodezyjnego. Istotną częścią działalności Instytutu jest prowadzenie badań i prac aplikacyjnych w zakresie geodezyjnych pomiarów podstawowych, jak również prac związanych z zastosowaniem teledetekcji lotniczej i satelitarnej w rolnictwie, ochronie środowiska, gospodarce przestrzennej i statystyce publicznej. Wyniki badań uzyskane w Instytucie znajdują zastosowanie we wdrożeniach, a dodatkowo zdobyte doświadczenia wykorzystywane są w działalności komercyjnej Instytutu.
Instytut wspiera proces implementacji infrastruktury informacji przestrzennej poprzez realizacje prac badawczych i rozwojowych w tym zakresie. Prace te są prowadzone zgodnie z Dyrektywą INSPIRE i krajowymi regulacjami prawnymi odnoszącymi się do tej strefy cyfryzacji państwa.
W Instytucie Geodezji i Kartografii badania prowadzone są obecnie w trzech jednostkach merytorycznych:
Centrum Geodezji i Geodynamiki (CGiG IGiK) – realizuje zadania koncentrujące się wokół problematyki badawczej koordynowanej przez Międzynarodową Unię Geodezji i Geofizyki. Obejmują one prace nad rozwojem systemów i układów odniesienia, osnów geodezyjnych, grawimetrycznych i magnetycznych, współczesnych technologii pomiarowych, modelowania pola siły ciężkości Ziemi i monitorowania procesów geodynamicznych, a także zagadnienia metrologii geodezyjnej i precyzyjnych pomiarów geodezyjnych na potrzeby infrastruktury inżynierskiej.
W skład Centrum wchodzi Obserwatorium Geodezyjno-Geofizyczne Borowa Góra, gdzie prowadzone są obserwacje GNSS, przyspieszenia siły ciężkości, pola magnetycznego Ziemi, meteorologiczne, lokalnej hydrologii, wykorzystywane do monitorowania efektów geokinematycznych i geodynamicznych, a także prace z zakresu metrologii grawimetrycznej i geodezyjnej. Zbierane dane po opracowaniu przekazywane są do odpowiednich centrów krajowych i międzynarodowych oraz archiwizowane. W strukturze Centrum Geodezji i Geodynamiki znajdują się dodatkowo dwa laboratoria: Laboratorium Wzorcowania Instrumentów Geodezyjnych oraz Badawczo-Wzorcujące Laboratorium Grawimetryczne.
Centrum Geomatyki Stosowanej (CGS IGiK) – realizuje zadania obejmujące szeroko rozumianą problematykę praktycznego stosowania geoinformacji w tym pozyskiwania, przetwarzania, analizowania, udostępniania danych przestrzennych z położeniem nacisku na cechy użytkowe danych przestrzennych i ścisłą współpracę z odbiorcami końcowymi. Realizowane w Centrum prace znajdują zastosowanie w monitorowaniu pokrycia terenu i użytkowania ziemi, w zarządzaniu terenami leśnymi, analizach sytuacji kryzysowych czy planowaniu przestrzennym. Centrum zajmuje się również automatyzacją procesów przetwarzania danych oraz harmonizacją i integracją baz danych. Istotną rolę w realizacji zadań prowadzonych w Centrum odgrywają prace prowadzone w ramach współpracy z europejskimi instytucjami i agencjami.
Centrum Teledetekcji (CT IGiK) – ma wieloletnie doświadczenie w prowadzeniu badań naukowych i prac badawczo-rozwojowych w zakresie wykorzystywania zdjęć lotniczych i satelitarnych do pozyskiwania informacji o obiektach, zjawiskach i procesach zachodzących na powierzchni Ziemi. Centrum powstało na bazie założonego w 1976 r. Ośrodka Przetwarzania Obrazów Lotniczych i Satelitarnych (OPOLiS) realizującego unikatowe prace z użyciem nowoczesnych technik teledetekcji. Obecnie w Centrum realizowane są różnorodne tematy badawcze przy wykorzystaniu danych optycznych, radarowych i termalnych. W strukturze Centrum znajduje się Laboratorium Badań Mokradeł Biebrzy.

## Wydawnictwa naukowe Instytutu Geodezji i Kartografii
- „Prace Geodezyjnego Instytutu Naukowo-Badawczego” – wydawane w latach 1948–1954
- „Prace Instytutu Geodezji i Kartografii – Proceedings of The Institute of Geodesy and Cartography” – wydawane w latach 1955–2008,
- „Geoinformation Issues” – wydawane w latach 2009–2018,
- „Rocznik Astronomiczny” – wydawany w latach 1946-nadal,
- „Seria monograficzna” – wydawana w latach 2001-nadal

Instytut prowadzi Bibliotekę Cyfrową, w której znajduje się ponad 1000 publikacji (stan na dzień 30 marca 2022 r.).

## Wydawnictwa jubileuszowe
- 55-lecie Instytutu Geodezji i Kartografii, Warszawa 2000 r.
- 70-lecie Instytutu Geodezji i Kartografii, Warszawa, Warszawa 2015 r.
- Obchody Jubileuszu 75-lecia Instytutu Geodezji i Kartografii cz. 1 – Historia, teraźniejszość i przyszłość
- Obchody Jubileuszu 75-lecia Instytutu Geodezji i Kartografii cz. 2 – Centrum Geodezji i Geodynamiki
- Obchody Jubileuszu 75-lecia Instytutu Geodezji i Kartografii cz. 3 – Centrum Teledetekcji
- Obchody Jubileuszu 75-lecia Instytutu Geodezji i Kartografii cz. 4 – Zakład Systemów Informacji Przestrzennej i Kartografii
- Obchody Jubileuszu 75-lecia Instytutu Geodezji i Kartografii cz. 5 – Centrum Geomatyki Stosowanej
- Obserwatorium Geodezyjno-Geofizyczne Borowa Góra – przeszłość, teraźniejszość i przyszłość